# Дремлик гигантский
Дре́млик гига́нтский (лат. Epipáctis gigantéa) — вид цветковых растений семейства Орхидные, относящийся к роду Дремлик (Epipactis).
Единственный североамериканский вид рода, широко распространён в западной части США и прилегающих регионах Канады и Мексики.

## Ботаническое описание
Многолетние растения до 140 см высотой, с 4—14 яйцевидными до ланцетных и узколанцетных листьями 5—20 см длиной и 2—7 см шириной.
Соцветия — кисти, рыхлые, прицветники ланцетные до продолговатых. Цветки крупные, 2—32 мм в диаметре, с зеленоватыми до розовых внешними листочками околоцветника, боковые из которых 16—24 × 8—9 мм, и внутренними розовыми до оранжевых с красно-фиолетовыми прожилками, 13—17 × 6—8 мм. Губа с красно-фиолетовыми прожилками, отчётливо трёхлопастная, посередине разделённая на две части: ближнюю к основанию красную и отдалённую линейно-обратноланцетную до лопатчато-обратноланцетной оранжево-жёлтую.
Коробочки эллипсоидальные, голые или едва опушённые, 20—25 мм длиной.

## Распространение
Встречается на западе Северной Америки от юга Британской Колумбии до Северной Мексики, на восток заходит до Южной Дакоты, Оклахомы и Техаса; также известен из Центральной Мексики (Сан-Луис-Потоси).

## Таксономия
Epipactis gigantea Douglas in W. J. Hooker Fl. Bor.-Amer. 2(11): 202, t. 202 (1839).

### Синонимы
- Amesia gigantea (Douglas) A.Nelson & J.F.Macbr., 1913
- Arthrochilium giganteum (Douglas) Szlach., 2003
- Cephalanthera kokanica Regel ex Nevski, 1935, nom. inval.
- Epipactis americana Lindl., 1840
- Epipactis gigantea f. rubrifolia P.M.Br., 1995
- Epipactis pringlei Gand., 1920
- Helleborine gigantea (Douglas) Druce, 1909
- Limodorum giganteum (Douglas) Kuntze, 1891, nom. illeg.
- Peramium giganteum (Douglas) J.M.Coult., 1894
- Serapias gigantea (Douglas) A.A.Eaton, 1908